# 오스트레일리아 (대륙)
오스트레일리아 대륙(Australia)은 오스트레일리아판에 위치한 오스트레일리아 본토, 태즈메이니아섬, 파푸아뉴기니, 인도네시아의 서뉴기니로 이루어져 있다. 또한 지리적으로 오세아니아에 위치하고 있으며, 전통적인 대륙 중 가장 작은 대륙이다. 국명과 구분하여 간혹 오스트레일리아-뉴기니(Australia-New Guinea) 또는 오스트레일리니(Australinea), 사훌(Sahul), 메가네시아(Meganesia) 등의 이름도 사용된다.
오스트레일리아 대륙은 아라푸라해, 토레스 해협, 배스 해협과  같이 얕은 바다에 의해 겹쳐진 대륙붕을 포함하며, 이들은 몇개의 육지로 나뉜다. 마지막 빙하기인 기원전 18,000년경을 비롯해 해수면이 낮았던 시기에는 육지와 연결되어 있었으며, 지난 1만년 동안 해수면 상승으로 저지대가 물에 잠겨 뉴기니 섬과 태즈메이니아 섬이 오늘날처럼 갈라졌다.
인도-오스트레일리아판(엄밀히 말해 오스트레일리아판)의 일부인 오스트레일리아 대륙은 지구상에서 가장 낮고 평평하고 오래된 대륙이며, 비교적 안정된 지질학적 역사를 가지고 있다. 뉴질랜드는 오스트레일리아 대륙의 일부가 아니라, 별도의 질랜디아 대륙의 일부이다. 뉴질랜드와 호주는 둘 다 오스트랄라시아로 알려진 오세아니아 지역에 속해 있으며 뉴기니는 멜라네시아에 속해 있다.
오세아니아라는 용어는 1950년대 오스트레일리아의 개념으로 대체되었다. 오늘날 오세아니아는 7개 대륙에 포함되지 않은 호주 대륙, 질랜디아, 태평양의 다양한 섬들을 아우르는 지역을 가리키는 데 종종 사용된다.
오스트레일리아, 뉴기니, 다른 섬들의 원주민들은 약 5만 년 전 후기 구석기 시대에 대륙에 도착했다.

## 어원

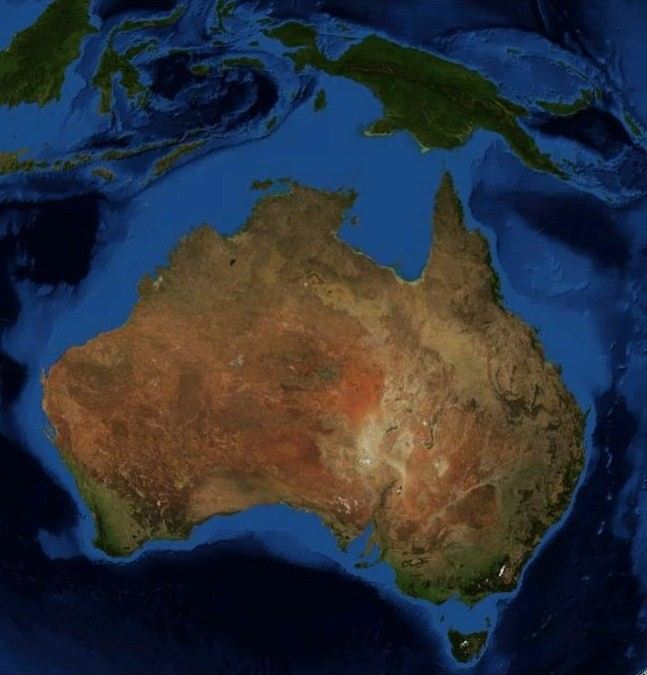
북쪽의 뉴기니섬과 북서쪽의 티모르섬, 남쪽의 태즈메이니아까지 뻗어 있는 오스트레일리아 본토의 사훌 대륙붕(연한 파란색)

오스트레일리아 대륙에 대한 고고학적 용어는 반복해서 바뀌었다. 1970년대 이전에, 단일한 플라이스토세 대륙은 "남쪽"을 의미의 라틴어에서 유래한 오스트랄라시아(Australasia)라고 불렸다. 하지만 이 단어는 같은 대륙붕만이 아닌 뉴질랜드와 같은 넓은 지역을 포함한 지역에 많이 사용되었다. 1970년대 초, 그레이터 오스트레일리아(Greater  Australia)라는 용어가 플라이스토세 대륙에 도입되었고, 1975년의 회의와 그 이후의 출판물에서 사훌(Sahul)이라는 이름이 사훌 대륙붕에서 전체 대륙을 부르는 이름으로 확장되었다.
1984년 W.파일우드(W.Filewood)는 플라이스토세의 대륙과 현재의 대륙 모두를 아우르는 "위대한 섬"이라는 의미의 메가네시아(Meganesia)라는 이름을 제안했고, 이 이름은 생물학자들에 의해 널리 받아들여졌다. 몇몇 사람들은 이 이름을 다른 의미로 사용했는데, 여행 작가 폴 테루(PaulTheroux)는 뉴질랜드를 범위에 포함시켰고, 다른 사람들은 하와이까지  포함시켰다. 생물학자 리처드 도킨스는 2004년에 오스트레일리니(Australinea)라는 이름을 만들었다. 오스트레일리아-뉴 기니(Australia-New Guinea)도 사용되어 왔다.

## 같이 보기
- 오스트레일리아판
- 고기후학